# Lúpus e gravidez
O lúpus pode apresentar alguns desafios específicos para a mulher grávida e seu bebê.
Embora a maioria dos bebês nascidos de mães com lúpus seja saudável, as mães com lúpus como uma doença pré-existente na gravidez devem permanecer sob cuidados médicos até o parto. Em geral, mulheres com lúpus e, além disso, hipertensão, proteinúria e azotemia apresentam risco adicional aumentado para complicações na gravidez, incluindo aborto espontâneo, nascimento sem vida, pré-eclâmpsia, parto prematuro e restrição de crescimento intrauterino. Os desfechos da gravidez em mulheres com lúpus que recebem transplante de rim são semelhantes aos de receptoras de transplante sem lúpus.
Mulheres grávidas e conhecidas por terem anticorpos anti-Ro (SSA) ou anticorpos anti-La (SSB) frequentemente realizam ecocardiogramas durante a 16ª e a 30ª semanas de gravidez para monitorar a saúde do coração e da vasculatura circundante.
Contracepção e outras formas confiáveis de prevenção da gravidez são rotineiramente aconselhadas para mulheres com lúpus, uma vez que engravidar durante a fase ativa da doença mostrou-se prejudicial. A nefrite lúpica foi a manifestação mais comum.
Dos nascimentos com vida, aproximadamente um terço ocorre de forma prematura.

## Aborto espontâneo
O lúpus causa uma taxa aumentada de morte fetal in utero e aborto espontâneo. A taxa geral de nascidos vivos em pessoas com lúpus foi estimada em 72%. O desfecho da gravidez parece ser pior em pessoas com lúpus cuja doença se manifesta durante a gestação.
Abortos espontâneos no primeiro trimestre parecem não ter causa conhecida ou estar associados a sinais de lúpus ativo. Perdas posteriores parecem ocorrer principalmente devido à síndrome do anticorpo antifosfolipídeo, apesar do tratamento com heparina e aspirina. Todas as mulheres com lúpus, mesmo aquelas sem histórico anterior de aborto espontâneo, são recomendadas a serem examinadas para anticorpos antifosfolipídeos, tanto o anticoagulante lúpico (o RVVT e o PTT sensível são os melhores testes de triagem) quanto os anticorpos anticardiolipina.

## Lúpus neonatal
Lúpus neonatal é a ocorrência de sintomas de lúpus em um recém-nascido filho de uma mãe com lúpus, apresentando-se mais comumente com uma erupção semelhante ao lúpus eritematoso discóide, e às vezes com anormalidades sistêmicas como bloqueio cardíaco ou hepatoesplenomegalia. O lúpus neonatal é geralmente benigno e autolimitado. Ainda assim, a identificação de mães com maior risco de complicações permite tratamento imediato antes ou após o nascimento. Além disso, o lúpus pode se agravar durante a gravidez, e o tratamento adequado pode manter a saúde da mãe por mais tempo.

## Agravamento do lúpus
O agravamento (ou exacerbação) do lúpus foi estimado em cerca de 20 a 30% das gestações em que a mãe tem lúpus. O aumento da atividade da doença é esperado durante a gravidez devido aos níveis elevados de estrogênio, prolactina e certas citocinas. No entanto, um longo período de remissão antes da gravidez diminui o risco de agravamento, com uma incidência de 7 a 33% em mulheres que estiveram em remissão por pelo menos 6 meses, e uma incidência de 61 a 67% em mulheres que têm lúpus ativo no momento da concepção.
A manifestação renal é a forma mais comum de agravamento do lúpus na gravidez, e é observada igualmente em populações dos Estados Unidos e da Europa. Serosite com derrame pleural e derrame pericárdico é observada em até 10% dessas pacientes.
Por outro lado, crises de lúpus são incomuns durante a gravidez e geralmente de fácil tratamento. Os sintomas mais comuns dessas crises incluem artrite, erupção cutâneas e fadiga.
Além disso, no período pós-parto, pode haver exacerbações do lúpus devido à redução dos níveis de esteroides anti-inflamatórios, níveis elevados de prolactina e estrogênio e alterações de progesterona.
No diagnóstico de agravamento do lúpus na gravidez, é necessário realizar um diagnóstico diferencial de complicações da gravidez não relacionadas ao lúpus que possam se apresentar de maneira semelhante. Por exemplo, o cloasma pode se parecer com a erupção malar do lúpus, a proteinúria da pré-eclâmpsia pode se parecer com a da nefrite lúpica, a trombocitopenia da síndrome HELLP pode se assemelhar à do lúpus, e o edema articular relacionado à gravidez pode parecer-se com a artrite do lúpus.

## Medidas preventivas gerais
A continuação de glicocorticoides na menor dose eficaz e/ou o uso cauteloso de azatioprina pode ser preferido em alguns pacientes, mas deve ser ponderado em relação aos potenciais efeitos adversos desses medicamentos.